# Метод Рейхштейна
Метод Рейхштейна —  химическо-микробиологический метод получения аскорбиновой кислоты из D-глюкозы.
Был разработан Тадеушем Райхштейном и его коллегами в 1933 году во время работы в лаборатории Швейцарской высшей технической школы Цюриха.

## Реакции
Стадии реакции:
1. Гидрирование D-глюкозы в D-сорбит — органическая реакция проходит при высокой температуре и высоком давлении в присутсвии никеля в качестве катализатора.
2. Микробиологическое окисление или ферментация сорбита до L-сорбозы в присутствии ацетобактер при рН 4—6 и температуре 30°C.
3. защита гидроксильных групп в сорбозе путем образования ацеталя с ацетоном и кислотой в диацетон-L-сорбозу (2,3:4,6−Диизопропилиден−α−L−сорбоза)
4. Органическое окисление перманганатом калия (до дипрогуловой кислоты) с последующим нагреванием с водой, что даёт 2-Кето-L-гулоновую кислоту
5. Замыкание кольца или гамма-лактонизация с удалением воды.

Промежуточный продукт 5 также может быть получен непосредственно из 3 с использованием кислорода и платины.
Микробиологическое окисление сорбита до сорбозы нужно для обеспечения правильной стереохимии.